# Campeonato Mundial de Atletismo de 2007 - Maratona masculina
A maratona masculina no Campeonato Mundial de Atletismo de 2007 foi realizada nas ruas de Osaka, no Japão, no dia 25 de agosto de 2007.

## Recordes
Antes desta competição, os recordes mundiais e do campeonato nesta prova eram os seguintes:
| Tipo                  | Atleta        | Tempo   | Local  | Data                   |
| --------------------- | ------------- | ------- | ------ | ---------------------- |
|                       | Paul Tergat   | 2:04:55 | Berlim | 28 de setembro de 2003 |
| Recorde do campeonato | Jaouad Gharib | 2:08:31 | Paris  | 30 de agosto de 2003   |

## Medalhistas
| Ouro             | Prata                      | Bronze               |
| Luke Kibet (KEN) | Mubarak Hassan Shami (QAT) | Viktor Röthlin (SUI) |

## Calendário
Todos os horários estão no horário local (UTC+9)
| Data         | Horário | Fase  |
| ------------ | ------- | ----- |
| 25 de agosto | 07:00   | Final |

## Resultados
A final ocorreu dia 25 de agosto às 07:00.
| Pos.              | Atleta                  | Nacionalidade      | Tempo   | Notas                |
| ----------------- | ----------------------- | ------------------ | ------- | -------------------- |
| Medalha de ouro   | Luke Kibet              | Quênia             | 2:15:59 |                      |
| Medalha de prata  | Mubarak Hassan Shami    | Catar              | 2:17:18 |                      |
| Medalha de bronze | Viktor Röthlin          | Suíça              | 2:17:25 |                      |
| 4                 | Yared Asmerom           | Eritreia           | 2:17:41 |                      |
| 5                 | Tsuyoshi Ogata          | Japão              | 2:17:42 | Recorde da temporada |
| 6                 | Satoshi Osaki           | Japão              | 2:18:06 | Recorde da temporada |
| 7                 | Toshinari Suwa          | Japão              | 2:18:35 | Recorde da temporada |
| 8                 | William Kiplagat        | Quênia             | 2:19:21 |                      |
| 9                 | Janne Holmén            | Finlândia          | 2:19:36 |                      |
| 10                | José Manuel Martínez    | Espanha            | 2:20:25 |                      |
| 11                | Dan Robinson            | Grã-Bretanha       | 2:20:30 |                      |
| 12                | Alex Malinga            | Uganda             | 2:20:36 |                      |
| 13                | Tomoyuki Sato           | Japão              | 2:20:53 |                      |
| 14                | Gashaw Asfaw            | Etiópia            | 2:20:58 |                      |
| 15                | Park Ju-Young           | Coreia do Sul      | 2:21:49 |                      |
| 16                | Mike Fokoroni           | Zimbabwe           | 2:21:52 |                      |
| 17                | José Ríos               | Espanha            | 2:22:21 | Recorde da temporada |
| 18                | José de Souza           | Brasil             | 2:22:24 |                      |
| 19                | Seteng Ayele            | Israel             | 2:22:27 |                      |
| 20                | Ali Mabrouk El Zaidi    | Líbia              | 2:22:50 |                      |
| 21                | Mbarak Kipkorir Hussein | Estados Unidos     | 2:23:04 | Recorde da temporada |
| 22                | Alberto Chaíça          | Portugal           | 2:23:22 | Recorde da temporada |
| 23                | Mike Morgan             | Estados Unidos     | 2:23:28 | Recorde da temporada |
| 24                | Kim Young-Chun          | Coreia do Sul      | 2:24:25 |                      |
| 25                | Samson Ramadhani        | Tanzânia           | 2:25:51 |                      |
| 26                | Lee Myong-Seung         | Coreia do Sul      | 2:25:54 |                      |
| 27                | Hendrick Ramaala        | África do Sul      | 2:26:00 |                      |
| 28                | Chang Chia-Che          | Taipé Chinesa      | 2:26:22 |                      |
| 29                | Khalid Kamal Yaseen     | Bahrein            | 2:26:32 | Recorde da temporada |
| 30                | Getuli Bayo             | Tanzânia           | 2:26:56 |                      |
| 31                | Dejene Berhanu          | Etiópia            | 2:27:50 | Recorde da temporada |
| 32                | Kyle O'Brien            | Estados Unidos     | 2:28:28 | Recorde da temporada |
| 33                | Su Wei                  | China              | 2:28:41 | Recorde da temporada |
| 34                | Wodage Zvadya           | Israel             | 2:29:21 |                      |
| 35                | Luís Feiteira           | Portugal           | 2:29:34 |                      |
| 36                | Deng Haiyang            | China              | 2:29:37 | Recorde da temporada |
| 37                | Ulrich Steidl           | Alemanha           | 2:30:03 |                      |
| 38                | Ambesse Tolosa          | Etiópia            | 2:30:20 |                      |
| 39                | Michael Tluway Mislay   | Tanzânia           | 2:30:33 |                      |
| 40                | Asaf Bimro              | Israel             | 2:31:34 |                      |
| 41                | Yousf Othman Qader      | Catar              | 2:32:00 |                      |
| 42                | Paulo Gomes             | Portugal           | 2:32:02 |                      |
| 43                | Li Zhuhong              | China              | 2:32:44 |                      |
| 44                | Rachid Kisri            | Marrocos           | 2:32:57 |                      |
| 45                | Abderrahime Bouramdane  | Marrocos           | 2:33:26 |                      |
| 46                | Pablo Olmedo            | México             | 2:33:40 |                      |
| 47                | Marcel Tschopp          | Liechtenstein      | 2:33:42 |                      |
| 48                | Antoni Bernadó          | Andorra            | 2:34:28 |                      |
| 49                | Ren Longyun             | China              | 2:35:22 |                      |
| 50                | Fernando Cabada Jr      | Estados Unidos     | 2:35:48 | Recorde da temporada |
| 51                | Peter Riley             | Grã-Bretanha       | 2:36:00 | Recorde da temporada |
| 52                | Laban Kagika            | Quênia             | 2:37:13 |                      |
| 53                | George Mofokeng         | África do Sul      | 2:40:22 |                      |
| 54                | Rito Regules            | México             | 2:45:26 |                      |
| 55                | Bat-Ochiryn Ser-Od      | Mongólia           | 2:49:06 | Recorde da temporada |
| 56                | Mitsuru Kubota          | Japão              | 2:59:40 |                      |
| 57                | Tumi Malefetsane        | Lesoto             | 3:03:47 |                      |
| —                 | Patrick Dupouy          | Polinésia Francesa | DNF     |                      |
| —                 | Geovanni Santos         | Brasil             | DNF     |                      |
| —                 | Zongamele Dyubeni       | África do Sul      | DNF     |                      |
| —                 | Amos Masai              | Uganda             | DNF     |                      |
| —                 | Zheng Yunshan           | China              | DNF     |                      |
| —                 | Francis Kirwa           | Finlândia          | DNF     |                      |
| —                 | Abdulhak Zakaria        | Bahrein            | DNF     |                      |
| —                 | Abdil Ceylan            | Turquia            | DNF     |                      |
| —                 | Joachim Nshimirimana    | Burundi            | DNF     |                      |
| —                 | Nelson Cruz             | Cabo Verde         | DNF     |                      |
| —                 | Juan Gualberto Vargas   | México             | DNF     |                      |
| —                 | Gudisa Shentema         | Etiópia            | DNF     |                      |
| —                 | Khalid El Boumlili      | Marrocos           | DNF     |                      |
| —                 | Martin Beckmann         | Alemanha           | DNF     |                      |
| —                 | James Mwangi Macharia   | Quênia             | DNF     |                      |
| —                 | Migidio Bourifa         | Itália             | DNF     |                      |
| —                 | Tesfaye Tola            | Etiópia            | DNF     |                      |
| —                 | Óscar Martín            | Espanha            | DNF     |                      |
| —                 | Laban Kipkemboi         | Quênia             | DNF     |                      |
| —                 | Norman Dlomo            | África do Sul      | DNF     |                      |
| —                 | Iaroslav Musinschi      | Moldávia           | DNF     |                      |
| —                 | Bethuel Netshifhefhe    | África do Sul      | DNF     |                      |
| —                 | Hicham Chatt            | Marrocos           | DNF     |                      |
| —                 | Hélder Ornelas          | Portugal           | {DNF    |                      |
| —                 | Abderrahim Goumri       | Marrocos           | DNF     |                      |
| —                 | Takhir Mamashayev       | Cazaquistão        | DNF     |                      |
| —                 | Julio Rey               | Espanha            | DNF     |                      |
| —                 | Pavel Loskutov          | Estónia            | DNF     |                      |
| —                 | Luís Jesus              | Portugal           | DNS     |                      |
| —                 | Simeon Kiplagat Sawe    | Estados Unidos     | DNS     |                      |

Legenda
| Recorde mundial       | Recorde mundial (World record)               |                       | Recorde africano                      | Recorde africano (African) |                                           | Q | Classificado por posição (Qualified) |
| Recorde do campeonato | Recorde do campeonato (Championship record)  | Recorde da América    | Recorde da América (Americas)         | q                          | Classificado por melhor tempo (Qualified) |   |                                      |
| Melhor marca do ano   | Melhor marca do ano (World leading)          | Recorde asiático      | Recorde asiático (Asian)              | DNS                        | Não largou (Did not start)                |   |                                      |
| Recorde nacional      | Recorde nacional (National record)           | Recorde europeu       | Recorde europeu (European)            | DNF                        | Não terminou (Did not finish)             |   |                                      |
| Recorde pessoal       | Recorde pessoal do atleta (Personal best)    | Recorde da Oceania    | Recorde da Oceania (Oceania)          | DSQ / DQ                   | Desclassificado (Disqualified)            |   |                                      |
| Recorde da temporada  | Recorde da temporada do atleta (Season best) | Recorde sul-americano | Recorde sul-americano (South America) | NM                         | Sem marca (No mark)                       |   |                                      |